# Rogożany
Rogożany est une localité polonaise de la gmina de Kietrz, située dans le powiat de Głubczyce en voïvodie d'Opole.